# Zielenino (obwód kurski)
Zielenino (ros. Зеленино) – osiedle typu wiejskiego w zachodniej Rosji, w sielsowiecie iwanowskim rejonu rylskiego w obwodzie kurskim.

## Geografia
Miejscowość położona jest 3,5 km od centrum administracyjnego sielsowietu iwanowskiego (Iwanowskoje), 22 km od centrum administracyjnego rejonu (Rylsk), 85 km od Kurska.

## Demografia
W 2010 r. miejscowość zamieszkiwało 37 osób.